# Хелмські мудреці

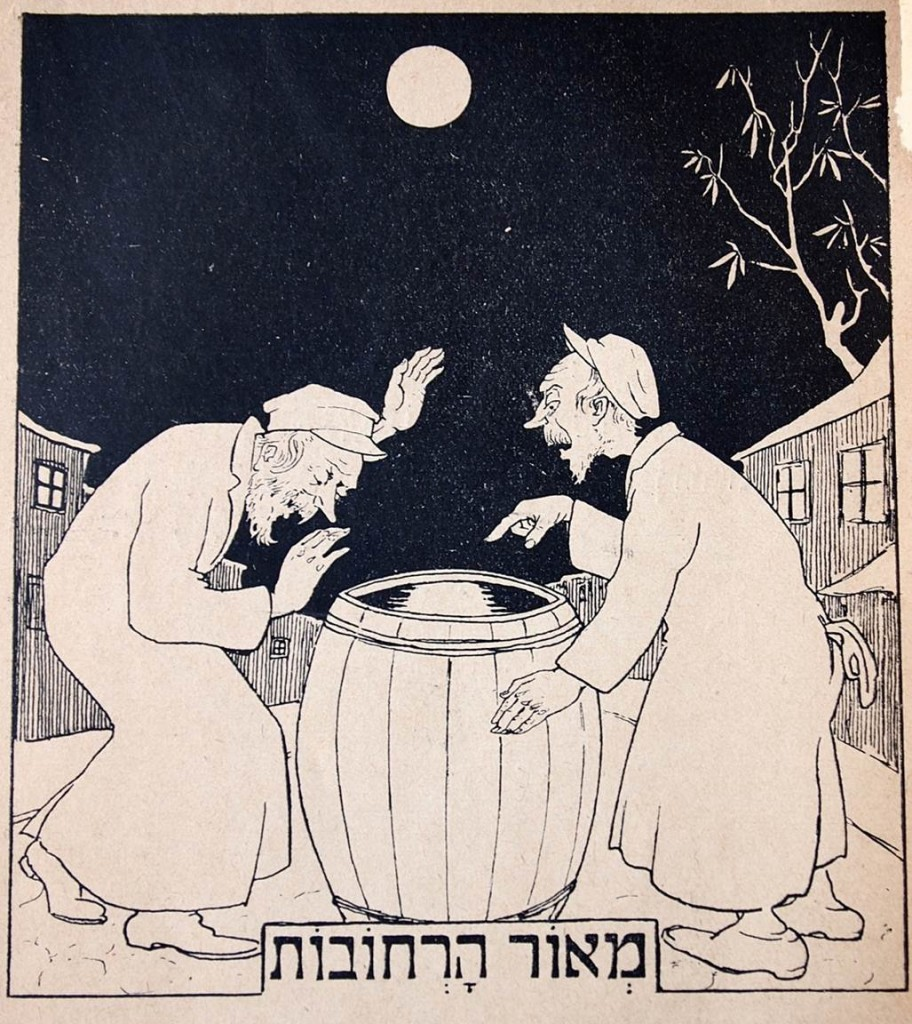
Хелмці збираються сховати місяць у бочці

Хелмські мудреці (їд. די כעלמער חכמים, трансліт. Di Khelemer khakhomim) — це дурні єврейські мешканці польського міста Хелм, об'єкт єврейського гумору, подібного до інших міст дурнів: англійських мудреців Готема, німецьких шильдбюргерів, грецьких мешканців Абдери або фінських мешканців вигаданого міста Хюмиля. Принаймні з 14 століття в Хелмі проживала значна кількість євреїв.
Багато жартів про хелмських мудреців стосуються дурних рішень проблем. Деякі з цих рішень демонструють «дурну мудрість» (досягнення правильної відповіді шляхом неправильних міркувань), тоді як інші просто неправильні. Деякі оповідання з Хелма наслідують процес інтерпретації Мідрашу та талмудичний стиль аргументації і продовжують діалог між рабинськими текстами та їх проявом у повсякденному житті. Здавалося б, сторонні питання, типові для Холмської єврейської ради, можна інтерпретувати як комедійний натяк на неосяжність талмудичної літератури. Поєднання паралельної аргументації та лінгвістичної спільності дозволяє єврейській текстовій традиції, зокрема Талмуду, просвічуватися крізь фольклор Холмщини.

## Історія видання
У 1727 році оповідання про шильдбюргерів були перекладені на їдиш під назвою «Vunder zeltzame, kurtzvaylige, lustige, unt rekht lakherlikhe gesihte unt datn der velt bekantn Shild burger» («Чудово рідкісні, короткі, змістовні та досить кумедні історії та факти про всесвітньо відомих міщан Шильди»), і такі оповідання увійшли до єврейського фольклору. Спочатку деякі інші міста з єврейським населенням були «містами дурнів», але зрештою Хелм міцно утвердився як архетипне місто, хоча немає документальних свідчень про те, як це сталося. Збірка жартів, що натякали на дурнів Хелма, була опублікована в 1867 році в анонімній книзі «Блискучий жарт або пігулки сміху », яку нині приписують Ісааку Майєру Діку, шість оповідань якої стали відомими як «Мудрість міста Хес». У романі Діка 1872 року «Відвідувачі в Дурашесоці/Дурачку» ( Di orkhim in Duratshesok/Duratshtshok) «місто дурнів» — це вигадане російське місто Дурачок, де російське слово дурачок означає «маленький дурень». З якоїсь причини Дік вирішив розмістити єврейських простаків у російському місці. В останній книзі Дік проводить порівняння Дуратшесока з Хелмом, кажучи, що Хелм має репутацію vilde harishkeyn (дикої дурості), і наводить приклади цього, які виявляються переказами історій про шильдбюргерів та їх імітаціями.
У «Лексиконі німецьких прислів’їв» («Deutsche Sprichwörter Lexikon») Карла Фрідріха Вільгельма Вандера 1873 року є стаття «Хелмські дурні» («Chelmer narrunim») з поясненням: «Завдяки своїм мешканцям місто Хелм у Польщі має репутацію, подібну до репутації Шильди, Шеппенштедта, Польквіца та інших у Німеччині. Про нього поширюється багато кумедних історій, подібних до витівок абдерівців та жартів про Шильду. Серед іншого, на печі в синагозі було зроблено напис: «Ця піч належить синагозі Хелма», щоб захистити її від крадіжки».
Рут фон Бернут пише, що перша назва книги, в якій згадуються як «Хелм», так і «мудрість», і перша книга, присвячена виключно дурням Хелма, — це книга 1887 року «Дер Хелемер хохлем» маловідомого письменника Герца Біка. Відомий лише один примірник книги, який зберігається в Національній бібліотеці Єрусалиму, де Рут фон Бернут працювала за дослідницьким грантом.
У XIX–XX століттях численні збірки про Хелемера були опубліковані мовою їдиш, а також перекладені англійською та івритом. Багато єврейських письменників публікували власні версії хелмських оповідань або використовували фольклорні теми з них, зокрема Іцхок Перец, Лейб Квітко та Ісаак Башевіс Зінгер у своїй праці «Хелмські дурні та їхня історія» Менделе Мохер Сфорім винайшов три штетли, населені наївними, невдалими євреями, що нагадували хелмських мудреців: Кабцанськ (що у вільному значенні означає «Жебрацьк», з їд. קבצנ, «жебрак»), Тунеядевка та Глупськ. Дія багатьох оповідань Шолом-Алейхема відбувається у вигаданому містечку Касрилівка.
Радянський поет мовою їдиш Овсій Дриз опублікував збірку віршів "Хелмські мудреці" (Khelemer khakhomim).
Іншими помітними адаптаціями фольклорних хелмських оповідань у мейнстрімну культуру є комедія Chelmer Chachomim («Хелмські мудреці») Аарона Цейтліна, «Хелмські герої» ( «Di Helden fun Khelm», 1942) Шломо Сімона, опублікована в англійському перекладі під назвами «Хелмські мудреці» (Solomon Simon, 1945) та «Ще мудреці з Хелма» (Solomon Simon, 1965), а також книга «Хелмські мудреці» Й.Й. Транка. Короткометражна анімаційна комедія «Село ідіотів» також розповідає історії про Холм.
Менахем Кіпніс був одним із головних авторів, що зробили внесок у вивчення Хелму. Він публікував колонку з оповіданнями про Хелм у варшавській щоденній газеті на їдиші «Haynt», видаючи себе за журналіста, який веде репортажі з Хелма. Існує (можливо, апокрифічна) історія про те, що жінки з Хелма просили Кіпніса припинити це робити, бо їхні доньки не могли знайти наречених: щоразу, коли вони чують від шадхна, що дівчина з Хелма, вони не можуть перестати сміятися. Пізніше він опублікував ці оповідання в книзі Khelemer mayses («Хелмські оповідання»; польська транскрипція: Chelemer Majses, 1930).
Khelmer khakhomim oder yidn fun der kligster shtot in der welt («Хелмські мудреці, або євреї з наймудрішого міста світу») (1951) Єхіеля Єшая Транка був описаний Ором Роговіним як «велика книга витончених оповідань, які художньо поєднують різні хелмські традиції з новаторськими сюжетами та історичним, лінгвістичним та культурним матеріалом. Використовуючи переважно формалістичну методологію, це есе аналізує прийоми та матеріали, що складають процес, який я називаю штетлізацією, в якому хелмський фольклор занурюється в дух і якості штетла, створюючи не реалістичне східноєвропейське єврейське місто, а міф про нього. Розміщуючи роботу Транка в обставинах її написання, мій висновок досліджує «Хелемерські хакхомім» як засіб увічнення втраченого світу штетла після Голокосту».
Твір Аллена Мандельбаума «Хелмаксіоми: максими, аксіоми, максіоми Хелма» (Chelmaxioms : The Maxims, Axioms, Maxioms of Chelm), написаний у 1977 році, трактує мудреців не стільки як дурнів, скільки як «справжнього Хелма» справжніх вчених, які у своїх вузьких спеціалізованих знаннях, тим не менш, є обізнаними, але їм бракує глузду. Поезія Хелмаксіомів, ймовірно, походить із знайдених втрачених рукописів Хелмських мудреців.
Рут фон Бернут перераховує інших авторів, зокрема тих, що жили аж до 21 століття, які черпали натхнення з хелмських історій.

## Подальший розвиток

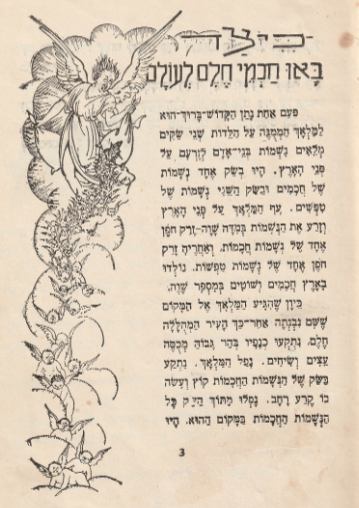
Розірваний мішок дурнів через Хелм

Пояснення того, як Хелм став сповненим мудреців (зауважте, що Хелм розташований на вершині пагорба, як випливає з його назви: «chełm» польською означає «шолом»):
It is said that after God made the world, he filled it with people. He sent off an angel with two sacks, one full of wisdom and one full of foolishness. The second sack was much heavier. So after a time it started to drag. Soon it got caught on a mountaintop and so all the foolishness spilled out and fell into Chełm.

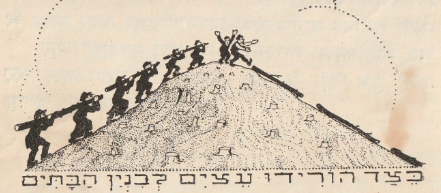
Челмерс навчився легкому способу доставляти колоди з вершини гори

Ще один приклад, що використовує розташування Хелма на вершині пагорба:
The town of Chełm decided to build a new synagogue. So, some strong, able-bodied men were sent to a mountaintop to gather heavy stones for the foundation. The men put the stones on their shoulders and trudged down the mountain to the town below. When they arrived, the town constable yelled, "Foolish men! You should have rolled the stones down the mountain!" The men agreed this was an excellent idea. So they turned around, and with the stones still on their shoulders, trudged back up the mountain, and rolled the stones back down again.

Alter Druyanov in The Book of Jokes and Wit tells a slightly different story: about logs carrying vs. stone rolling.
Багато історій висміюють проникливість рабинських мудреців Хелма.
In Chełm, the shammes used to go around waking everyone up for minyan (communal prayer) in the morning. Every time it snowed, the people would complain that, although the snow was beautiful, they could not see it in its pristine state because by the time they got up in the morning, the shammes had already trekked through the snow. The townspeople decided that they had to find a way to be woken up for minyan without having the shammes making tracks in the snow.

The people of Chełm hit on a solution: they got four volunteers to carry the shammes around on a table when there was fresh snow in the morning. That way, the shammes could make his wake up calls, but he would not leave tracks in the snow.
A young housewife living in the town of Chełm had a very strange occurrence. One morning, after buttering a piece of bread she accidentally dropped it on the floor. To her amazement, it fell buttered side up. As everyone knows, whenever a buttered piece of bread is dropped on the floor, it always falls buttered side down; this is like a law of physics. But on this occasion it had fallen buttered side up, and this was a great mystery which had to be solved. So all the Rabbis and elders and wise men of Chełm were summoned together and they spent three days in the synagogue fasting and praying and debating this marvelous event among themselves. After those three days they returned to the young housewife with this answer: "Madam, the problem is that you have buttered the wrong side of the bread."
Існує кілька варіантів того, як хельмські мудреці намагалися захопити місяць, заманивши його відображення в бочку або колодязь, хоча ця безглуздість зустрічається в народних казках багатьох місць по всьому світу. Схоже, що його перша єврейська версія була опублікована в книзі Діка «Мудрість певного міста Хес».

### Як спалили Хелм

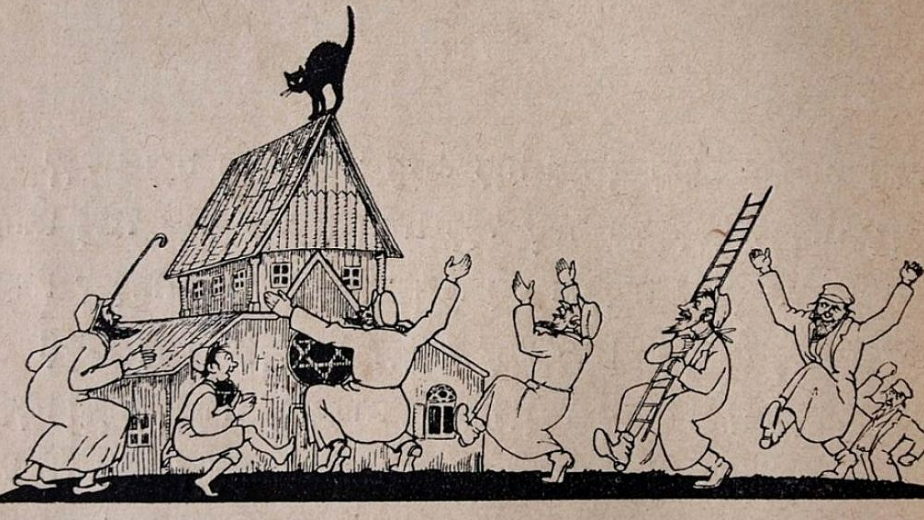
Челмерс ганяється за котом. З книги «Хахме Хельм» Ф. Гальперіна, 1926

Хелм страждав від мишей. Вони купили кота у німця, але думали, що він росіянин. Коли він сідав у поїзд в останню хвилину, його запитали (російською), що їстиме кіт, коли покінчить з мишами. Німець їх не зрозумів і запитав німецькою «Was?» («Що?»), але Челмери подумали, що він відповів російською «Vas!», що означає «Ти!». Злякавшись, вони спробували вбити кота. Вони загнали кота до синагоги, замкнули двері та підпалили її, але кіт вистрибнув з вікна та заліз у сусідній будинок. Потім вони спробували підпалити будинок, але кіт знову втік. «Отже, — закінчується оповідання, — увесь Хелм згорів, але кіт живе й донині» .
Майже ідентичну історію розповідають про шильдбургерів: вони запустили кота в зерносховище, щоб той полював на мишей, але через непорозуміння почали вірити, що кіт з'їсть їх після того, як з'їсть мишей. Вони підпалили зерносховище, зрештою спаливши все місто, та втекли до лісу.

## Нотатки
1. ↑  This story is a retelling of a one from the Schildbürgerbuch and was also published in Dick's The Wisdom of a Certain Town Khes.[3] Also, a similar Danish tale published in 1771 describes how the Molbos  chased away a stork from the grain field using a similar trick. Issac Isaac Bashevis Singer’s 1966 story "The Snow in Chelm" contains a similar idea, but elaborated further: "The Elders of Chelm clutched at their white beards and admitted to one another that they had made a mistake. Perhaps, they reasoned, four others should have carried the four men who had carried the table that held Gimpel the errand boy".
Stories of this type are classified by the Motif-Index of Folk-Literature under the motif J2100: Remedies worse than the disease

## Зовнішні посилання
- Альтер Друянов, Сефер ха-Бедіча ве-ха-Чідуд (ספר הבדיחה והחידוד, The Book of Jokes and Wit[he]), 1922 (
- Тексти за темою ספר הבדיחה והחידוד у Вікіджерелах    ); Розділ 1 Книги 2, «טיפשים שוטים ומשוגעים» містить хелмські жарти.